# Csendits József
Csendits József (1800-as évek eleje – 1864. április 1.) orvos, később kórházigazgató.

## Élete
Csendits János születési helye és ideje ismeretlen, az 1800-1810 évek tájára tehető. Miután Zentára költözött, a zentai kórházban helyezkedett el. Mivel a Helytartótanács arra utasította a kórház vezetőségét, hogy diplomás orvost kell alkalmazniuk, Csendits volt az első diplomás orvos a zentai kórházban. Később át is vette a kórház vezetését.
Az 1800-as években a nők otthon szültek, többségük a véletlennek és kuruzslóknak kiszolgáltatva. Így Csendits 1838 és 1864 között a bonyolultabb szülések levezetésében játszott szerepet, minthogy ezek rendszerint a kórházban fejeződtek be. Csendits több alkalommal nyújtotta be kérelmét a Városi Tanácshoz azért, hogy engedélyezzék szülésznők (bábák) felvételét a kórházba.
Egyetlen munkája Pesten jelent meg: Dissertatio inaug. medica de sale ammoniaco. Pestini, 1834.